# Dušan Veličković
Dušan Veličković (Šabac, 1947 – Belgrado, 5 gennaio 2023) è stato uno scrittore, editore, giornalista e regista serbo.
Dopo aver completato gli studi di indirizzo filosofico, avvia una collaborazione con il settimanale "NIN" e cura la pubblicazione della collana "Literature in Exile" per una piccola casa editrice.
Per la sua opposizione al regime di Slobodan Milošević è costretto ad abbandonare il proprio paese, spostandosi prima a Vienna, poi a Parigi e, infine, a Londra. Nel 1993, rientrato in patria, assume la direzione di "NIN". L'esperienza da direttore della rivista, punto di riferimento per la stampa indipendente e liberale del paese, proseguì fino al 1997, anno in cui sarà rimosso dall'incarico per motivi politici. Per la sua linea editoriale e per la sua opposizione al regime, Veličković fu minacciato ripetutamente e rischiò di perdere la vita, come racconterà in "Le minacce", short story contenuta in Serbia hardcore.
Nel 1998 fondò la rivista letteraria “Biblioteka Alexandria”, che in un'intervista descrisse non come frutto di un sogno giovanile, ma di una decisione pragmatica: far emergere la componente internazionale della cultura serba. Nel 1999 la rivista divenne anche una casa editrice, Alexandria Press, attraverso la quale gli scrittori serbi, secondo Veličković, avrebbero potuto comunicare non più solo con la parte provinciale ed eccentrica della società serba, ma anche con quella da lui definita “normale”, di respiro internazionale. 
Dopo qualche anno intraprese anche la carriera di regista con all'attivo due cortometraggi - Lenin on the Move (2003) e Mortal Men, Immortal Crimes (2004) - e un documentario, dedicato alla memoria di Zoran Đinđić .
I suoi saggi, come alcuni racconti ed articoli, furono pubblicati su importanti testate straniere, una tra tutte The Washington Post. A tal proposito, è interessante il racconto "Djindjić, Milošević  e il Washington Post", inserito in Serbia hardcore.
Dušan Veličković è stato membro del PEN e del consiglio di redazione della rivista statunitense “Absinthe”. Nel 2009, a Napoli, è stato insignito del "Premio internazionale alla libertà", giunto alla settima edizione. 
È morto a Belgrado all'età di 75 anni . 

## Lavori pubblicati in italiano
- Lettera a Friedrich Naumann e Stress, in Casablanca serba. Racconti da Belgrado a cura di Nicole Janigro (Feltrinelli, Milano 2003).
- Serbia hardcore, (Zandonai Editore, Rovereto 2008).
- Balkan pin-up, (Zandonai Editore, Rovereto 2013).
- Generazione Serbia, (Bottega Errante, Pordenone 2018).